# Pruská akademie věd
Královská Pruská akademie věd (německy Königlich-Preußische Akademie der Wissenschaften) byla založena 11. června 1700 braniborským kurfiřtem Fridrichem III. podle plánů Gottfrieda Wilhelma Leibnize a Daniela Ernsta Jablonského v Berlíně jako Kurfiřtská braniborská společnost věd. Jejím prvním prezidentem byl jmenován Leibniz a sekretářem se stal Jablonski, v letech 1710 až 1733 jejím viceprezidentem a v období 1733-1741 prezidentem.
Od 19. století řídila novou berlínskou univerzitu, nyní Humboldtovu. Její nástupkyní po roce 1945 se stala Akademie věd NDR, rozpuštěná při obnovení jednotného německého státu, kdy byla 21. května 1992 nově ustavena smlouvou mezi spolkovými zeměmi Berlín a Braniborsko Berlínskobraniborská akademie věd (Berlin-Brandenburgischen Akademie der Wissenschaften, BBAW). 60 členů dosavadní Akademie věd NDR založilo v roce 1993 konkurenční Leibnizovu společnost (Leibniz-Sozietät).

## Slavní členové
- Charles Louis Montesquieu, 1746 zahraniční člen
- Denis Diderot, 1751 zahraniční člen
- Immanuel Kant, 1786 zahraniční člen
- Friedrich Schleiermacher, 1810 řádný člen
- Hans Christian Ørsted, 1820 korespondující člen
- Karl Lachmann, 1830 řádný člen
- Emil du Bois-Reymond, 1851 řádný člen
- Hermann von Helmholtz, 1857 korespondující člen; 1870 zahraniční člen; 1871 řádný člen
- Helmuth von Moltke starší, 1860 čestný člen
- Adolf Kirchhoff, 1860 řádný člen
- Theodor Aufrecht, 1864 korespondující člen
- Ferdinand Georg Frobenius, 1893 řádný člen
- Max Planck, 1894 řádný člen
- Paul Drude, 1906 řádný člen
- Albert Einstein, 1914 řádný člen
- Kurt Sethe, 1920 korespondující člen; 1930 řádný člen
- Hermann Grapow, 1938 řádný člen